# Бёври (кантон)
Бёври (фр. Beuvry) — кантон во Франции, находится в регионе О-де-Франс, департамент Па-де-Кале. Входит в состав округа Бетюн.

## История
Кантон образован в результате реформы 2015 года. В его состав вошли отдельные коммуны упраздненных кантонов Бетюн-Эст, Камбрен, Лаванти и Не-ле-Мин.

## Состав кантона
В состав кантона входят коммуны (население по данным Национального института статистики Архивная копия от 7 ноября 2021 на Wayback Machine за 2018 г.):
- Бёври (9 331 чел.)
- Веркен (3 476 чел.)
- Веркиньёль (1 974 чел.)
- Вьей-Шапель (784 чел.)
- Ла-Кутюр (2 720 чел.)
- Лаванти (5 000 чел.)
- Локон (2 430 чел.)
- Нёв-Шапель (1 445 чел.)
- Ришбур (2 638 чел.)
- Сайи-сюр-ла-Лис (3 946 чел.)
- Флёрбе (2 719 чел.)
- Эсар (1 742 чел.)
- Энж (2 426 чел.)

## Политика
На президентских выборах 2022 г. жители кантона отдали в 1-м туре Марин Ле Пен 33,7 % голосов против 29,9 % у Эмманюэля Макрона и 13,9 % у Жана-Люка Меланшона; во 2-м туре в кантоне победила Ле Пен, получившая 50,5 % голосов. (2017 год. 1 тур: Марин Ле Пен – 30,7 %, Эмманюэль Макрон – 20,6 %, Франсуа Фийон – 18,0 %, Жан-Люк Меланшон – 16,7 %; 2 тур: Макрон – 53,3 %. 2012 год. 1 тур: Николя Саркози — 26,5 %, Франсуа Олланд — 25,5 %, Марин Ле Пен — 24,7 %; 2 тур: Саркози — 51,5 %).
С 2015 года кантон в Совете департамента Па-де-Кале представляют мэр коммуны Ла-Кутюр Раймон Гакер (Raymond Gaquère) и вице-мэр города Бёври Эмманюэль Левёль (Emmanuelle Leveugle) (оба — Социалистическая партия).
|                | Кандидаты                       | Партия                   | Первый тур | Первый тур     | Второй тур | Второй тур |
| Кол-во голосов | Кандидаты                       | Партия                   | % голосов  | Кол-во голосов | % голосов  |            |
| -------------- | ------------------------------- | ------------------------ | ---------- | -------------- | ---------- | ---------- |
|                | Раймон Гакер Эмманюэль Левёль   | Социалистическая партия  | 3 803      | 34,84          | 7 382      | 68,55      |
|                | Микаэль Дюо Мирьян Уплен        | Национальное объединение | 2 849      | 26,10          | 3 386      | 31,45      |
|                | Жан-Филипп Бонаэр Валери Рифлар | Разные правые            | 2 403      | 22,02          |            |            |
|                | Доротея Морель Жан-Клод Торез   | Разные центристы         | 1 860      | 17,04          |            |            |

|                | Кандидаты                            | Партия                  | Первый тур | Первый тур     | Второй тур | Второй тур |
| Кол-во голосов | Кандидаты                            | Партия                  | % голосов  | Кол-во голосов | % голосов  |            |
| -------------- | ------------------------------------ | ----------------------- | ---------- | -------------- | ---------- | ---------- |
|                | Раймон Гакер Эмманюэль Левёль        | Социалистическая партия | 4 130      | 25,56          | 8 488      | 55,63      |
|                | Жозьян Артисьян Жан-Мишель Демадриль | Национальный фронт      | 5 248      | 32,48          | 6 771      | 44,37      |
|                | Марк Корниль Паскаль Пату-Блондо     | Правый блок             | 3 049      | 18,87          |            |            |
|                | Жан-Филипп Бонаэр Сильви Роз         | Разные правые           | 2 830      | 17,52          |            |            |
|                | Патрисия Ваш Стефан Долуа            | Коммунистическая партия | 900        | 5,57           |            |            |